# Firkin
A Firkin 2008 októberében alakult magyar jumpin' punkzenekar.
Hazai koncertek: Sziget Fesztivál, Művészetek Palotája, Hegyalja Fesztivál, SZIN, Alterába, Pannónia Fesztivál, EFOTT, Savaria Karnevál stb.
Egyre többször játszik headlinerként (főzenekarként) külföldi fesztiválokon.
A Firkin legnagyobb magyarországi elismeréseként a Művészetek Palotája kétszer is meghívta a zenekart egy-egy exkluzív koncert megtartására (2010, 2013). 2014 nyarán a zenekar fellépett a világ egyik legnagyobb fesztiválján, a Wacken Open Airon (W:O:A)
2017-ben már 4 európai nagyfesztivál nagyszínpadára is meghívást kapott a zenekar: Summer Breeze (DE), Rockharz (DE), Czad Festiwal (PL), Sziget Fesztivál, Világzenei Nagyszínpad (HU)
2019-ben főműsoridőben játszhatott a zenekar a Montreux Jazz Festival Music in The Park színpadán.

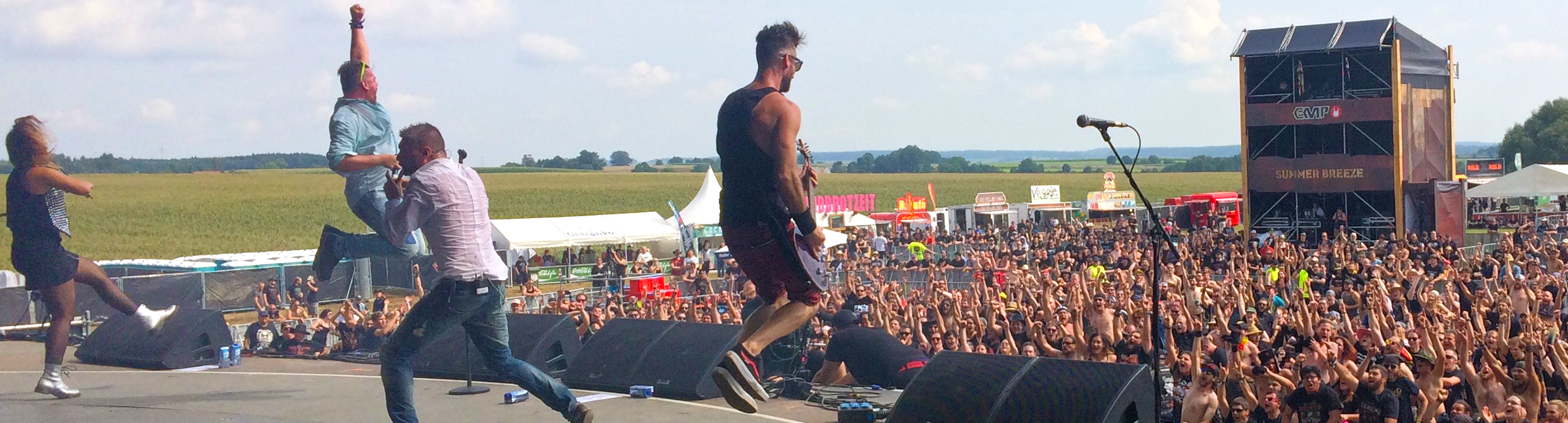

## Díjak, eredmények
Az együttes 2009 májusában kiadott Firkinful Of Beer című első albuma (Universal Music) alig egy év alatt Aranylemez lett, 2010 elején pedig Fonogram díjra jelölték. 2013-ban az Igyunk Pálinkát! című albumával a Firkin ismét a Fonogram-jelöltek közé került. 2014 elején elkészítette 5. nagylemezét Finger In The Pie címmel, amelynek néhány dalát már megjelenés előtt több tízezren hallgatták meg, előrevetítve az album sikerességét. Ebben az évben jelölték harmadik alkalommal a Firkint Fonogram díjra a Keep On Firkin című koncertalbummal.
2015 elején több nemzetközi toplistára is felkerült az ötödik nagylemez, bizonyítva azt, hogy magyarországi zenekar is bekerülhet a világ élvonalába: UK – Modern Rock Top 20; Germany – 3rd best Celtic Punk Rock album; Ireland – 2nd best Celtic Punk album; USA - The World's Leading Songwriting Competition – Top 10, Finalist (category: Rock/Alternative).
2016-ban – egyéb előadók mellett – a Firkint felkérték, hogy írjon egy buzdító indulót labdarúgó-válogatottunknak. Így született meg Focimese, amit a Kaláka jól ismert témája ihletett, és amit például a bordeaux-i stadionban is hallhattak az EB szurkolói. A dalt tartalmazó Bon Voyage válogatásalbum platinalemez lett.
Ugyanezen év júniusában a zenekar elnyerte a magyar zenei élet legkiemelkedőbb díját, a Fonogram – Magyar Zenei Díjat, novemberben pedig rock/hard rock kategóriában a világ egyik legnagyobb független zenei díjára, az amerikai IMA-díjra (Independent Music Awards) jelölték, ahol bekerült az első négy zenekar közé.
2017-ben ismét, immáron 5. alkalommal jelölték a Firkint Fonogram-díjra.

## Diszkográfia
Stúdióalbumok
- Firkinful of Beer (2009)
- WHUP! (2010)
- Igyunk pálinkát! (2012)
- Finger in the Pie (2014)
- We Are the Ones (2018)
- Spice It Up! (2023)
- Rumini Tükör-szigeten (Musical, Berg Judit regénye alapján) (2024)
- Kocsma dalok (2024)

Egyéb kiadványok
- Keep On Firkin (koncert DVD & CD, 2012, 2013)
- Revox (EP, 2015)
- Start Again (single, 2016)
- Into the Night (single, 2017)
- Firkin.hu (EP, 2020)
- Still Alive (single, 2021)
- A tengerész dala (single, 2022)
- For a Life (single, 2022)
- A fiúk elszabadultak (single, 2024)

Közreműködők: Karácsony János (LGT), Jamie Winchester, Szalóki Ági, Németh Lojzi (Bikini), Szabó Gergely “Szög” (Dalriada), Sárhidai Zsuzsanna (ex-Firkin), Marczis Attila (ex-Firkin).
A zenekar fennállása alatt több mint 700 koncertet adott 17 országban (Kanada, Egyesült Királyság, Spanyolország, Franciaország, Olaszország, Svájc, Hollandia, Belgium, Németország, Ausztria, Csehország, Lengyelország, Szlovákia, Szerbia, Románia, Ukrajna és természetesen Magyarország).

## Külső hivatkozások
- koncert.hu
- Hivatalos weboldal
- https://web.archive.org/web/20140728164921/http://firkinband.com/hu/sajto-indexveszprem1/
- http://firkin.hu/wp-content/uploads/Firkin_életrajz201718.pdf%5B%5D
- http://firkin.hu/band/?lang=en